# Jewett, Texas
Jewett là một thành phố thuộc quận Leon, tiểu bang Texas, Hoa Kỳ. Năm 2010, dân số của xã này là 1167 người.